# Bodedia ankaratrae
Bodedia ankaratrae är en stekelart som beskrevs av André Seyrig 1952. Bodedia ankaratrae ingår i släktet Bodedia och familjen brokparasitsteklar. Inga underarter finns listade.